# Station Pszów
Station Pszów is een spoorwegstation in de Poolse plaats Pszów.